# Tiger Suit
Tiger Suit è il quarto album in studio della cantante britannica KT Tunstall, pubblicato il 22 settembre 2010.

## Antefatti
L'11 febbraio 2010 è stato riportato che KT Tunstall ha registrato il suo nuovo album agli Hansa studio di Berlino. Lo studio, accanto al Muro di Berlino, è stato utilizzato per realizzare album celebri come "Heroes" di David Bowie e Achtung Baby degli U2. KT ha detto, "Ho avuto tre incredibili settimane di registrazione a Berlino e sto finendo il tutto a Londra.". Mentre scriveva e registrava l'album, la cantante affermò di aver trovato un nuovo sound che ha definito "techno nature", che mescola strumentazione organica con texture elettroniche e dance, molto simile a quello che fece Björk a partire dal 1993.

## Critiche
Tiger Suit ha ricevuto recensioni generalmente positive dalla critica. Il sito Metacritic riporta un normalizzato rating del 73% sulla base di quattordici giudizi dei critici mentre AnyDecentMusic? riporta un rating del 7.0% basato su tredici recensioni. Stephen Thomas Erlewine di AllMusic gli ha dato 4,5 stelle su 5. Rick Pearson della Evening Standard gli ha dato 4 stelle su 5.

## Singoli
L'album è stato anticipato dai singoli Fade Like a Shadow, pubblicato negli Stati Uniti il 6 agosto 2010, e da It Doesn't Have to Be Like This (Baby), pubblicato il 5 settembre 2010 solamente nel Regno Unito e successivamente inserito come bonus track della versione speciale dell'album. Il primo singolo pubblicato a livello internazionale è stato (Still a) Weirdo, pubblicato il 27 agosto 2010.
Altri brani pubblicati sono stati Push That Knot Away e Glamour Puss, entrambi pubblicati sotto forma di videoclip dalla cantante attraverso il proprio canale YouTube.

## Tracce
Testi di KT Tunstall, musiche di KT Tunstall, eccetto dove indicato.
1. Uummannaq Song – 3:37
2. Glamour Puss – 3:19 (musica: KT Tunstall, Greg Kurstin)
3. Push That Knot Away – 3:46
4. Difficulty – 4:59
5. Fade Like a Shadow – 3:28
6. Lost – 4:41 (musica: KT Tunstall, Martin Terefe)
7. Golden Frames – 3:46
8. Come On, Get In – 3:40 (musica: KT Tunstall, Martin Terefe)
9. (Still a) Weirdo – 3:40 (musica: KT Tunstall, Greg Kurstin)
10. Trudeaux Madame – 3:18 (musica: KT Tunstall, Linda Perry)
11. The Entertainer – 4:50 (musica: KT Tunstall, Hogart Jimmy)

Tracce aggiuntive nella versione giapponese
1. New York, I Love You But You're Bringing Me Down (Live from the Hiro Ballroom, New York) – 4:49
2. It Doesn't Have to Be Like This (Baby) – 3:09

Tracce aggiuntive nella versione Deluxe di iTunes
1. New York, I Love You But You're Bringing Me Down (Live from the Hiro Ballroom, New York) – 4:49
2. (Still A) Weirdo (Video) – 3:19
3. Fade Like a Shadow (Video) – 3:30
4. How to Make a Tiger Suit (Video) – 51:42

DVD aggiuntivo presente nell'edizione speciale
1. How to Make a Tiger Suit – 51:42

## Classifiche
| Classifica (2010)            | Posizione massima |
| ---------------------------- | ----------------- |
| Belgio (Fiandre)             | 90                |
| Francia                      | 118               |
| Germania                     | 89                |
| Irlanda                      | 33                |
| Paesi Bassi                  | 61                |
| Regno Unito                  | 5                 |
| Svizzera                     | 34                |
| Stati Uniti                  | 43                |
| Stati Uniti (digital albums) | 18                |
| Stati Uniti (rock albums)    | 13                |